# Estnische Badmintonmeisterschaft 1987
Die Estnische Badmintonmeisterschaft 1987 fand im Mai 1987 in Tallinn statt. Es war die 23. Austragung der Titelkämpfe.

## Medaillengewinner
| Disziplin    | Gold                                           | Silber                                 | Bronze                                |
| ------------ | ---------------------------------------------- | -------------------------------------- | ------------------------------------- |
| Herreneinzel | Andres Ojamaa, Tartu                           | Peeter Sepma, Tallinn                  | Kalle Kaljurand, Tartu                |
| Dameneinzel  | Terje Lall, Tartu                              | Mare Reinberg, Tallinn                 | Anneli Lambing, Tartu                 |
| Herrendoppel | Andres Ojamaa Peeter Luts, Tartu               | Kalle Kaljurand Peeter Munitsõn, Tartu | Peeter Sepma Henry Aljand, Tallinn    |
| Damendoppel  | Anneli Lambing Terje Lall, Tartu               | Mare Reinberg Marju Velga, Tallinn     | Liia Dubkovskaja Maili Karindi, Tartu |
| Mixed        | Peeter Munitsõn Mare Reinberg, Tartu / Tallinn | Peeter Luts Terje Lall, Tartu          | Peeter Sepma Kristiina Kukk, Tallinn  |